# إيجو
إيجو هو صنف من أصناف الوافل المجمد أو بسكويتات الوافل المجمّدة وتؤكل في كندا، المكسيك والولايات المتحدة الأمريكية، واللإيجو مملوك من قبل شركة كيللوجو. شعارهم التسويقي منذ الستّينات كان "L’Eggo my Eggo " . بسكويتات الوفل هذه تأتي بعدة نكهات منها العادي، العناب أو التوت، الفراولة، قرفة ، تفاح ،و رقائق الشوكولاتة.تصنع من الإيجو الخبز الفرنسي أيضاً والفطائر.

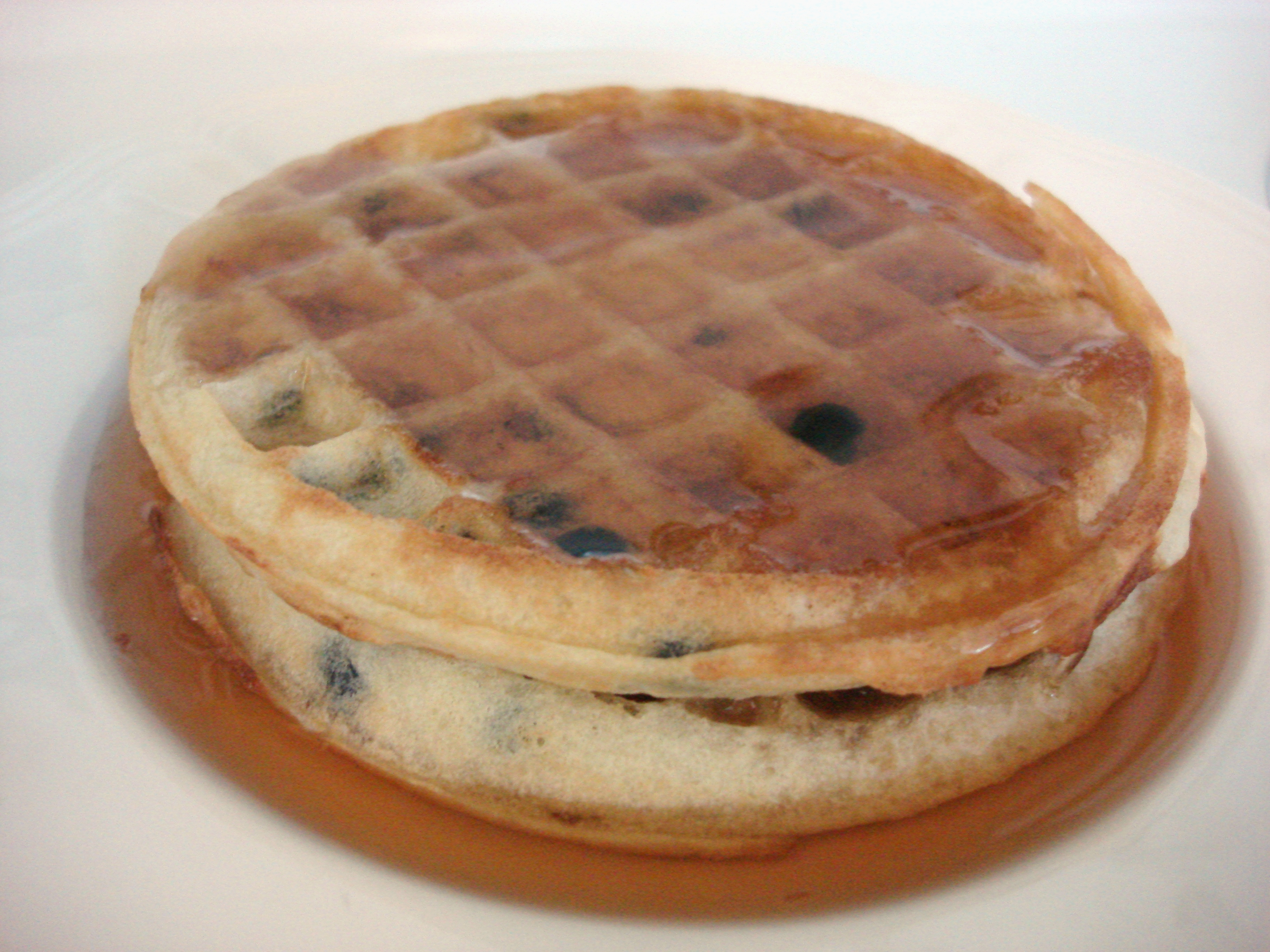
إيجو بالتوت البري مع عصير القيقب

في مجلة الثروة (Fortune)، تم التصريح بأنّ الإيجو يمتلك أو يحتكر 65 % من اسهم سوق الوافل المجمد.
منتجات الفطورِ الأخرى سوقت تحت هذا التصنيف تتضمّن أعواد الخبز الفرنسي، كعك المافن ، حبوب فطورِ، عصير.
47 مليون دولار أمريكي تم صرفها مقابل جهد الإعلان المطلق للترويج لعصير إيجو الجديد في عام 2003.

## وافلات الإيجو
- النوع المنزلي الصنع
- حليب الزبدة
- العناب
- الرقاقة الشوكولاتية
- خبز موزِ
- التفاح سينامون
- نخب سينامون
- الخبز الفرنسي
- الفانيلا الفرنسي

## وصلات خارجية
- الموقع الرسمي للإيجو